# Quadrangle de Mahuea Tholus
Le quadrangle de Mahuea Tholus (littéralement :  quadrangle du dôme de Mahuea), aussi identifié par le code USGS V-49, est une région cartographique en quadrangle sur Vénus. Elle est définie par des latitudes comprises entre 25° et 50° S et des longitudes comprises entre 150° et 180° E,. Il tire son nom du dôme de Mahuea.